# Wolverine Blues
Wolverine Blues – trzeci album studyjny szwedzkiego zespołu deathmetalowego Entombed, wydany w 1993 roku przez wytwórnię Earache Records. Nagranie stanowi odejście od pierwotnego dla zespołu death metalu w kierunku bardziej tradycyjnego hardrockowo-metalowego stylu, który Entombed zachował w następnych nagraniach.
Utwór "Wolverine Blues" był pierwotnie kompozycją jazzowego pianisty Jelly Roll Mortona. Według danych z kwietnia 2002 album sprzedał się w nakładzie 56,764 egzemplarzy na terenie Stanów Zjednoczonych.

## Twórcy
- Lars-Göran Petrov - śpiew
- Nicke Andersson - gitara, perkusja
- Uffe Cederlund - gitara, tamburyn
- Lars Rosenberg - gitara basowa
- Alex Hellid - gitara

## Lista utworów
1. „Eyemaster” – 3:21
2. „Rotten Soil” – 3:27
3. „Wolverine Blues” – 2:16
4. „Demon” – 3:22
5. „Contempt” – 4:34
6. „Full of Hell” – 3:24
7. „Blood Song” – 3:25
8. „Hollowman” – 4:29
9. „Heaven's Die” – 4:17
10. „Out of Hand” – 3:07